# Heathton
Heathton – osada w Anglii, w hrabstwie Shropshire, w dystrykcie (unitary authority) Shropshire. Leży 9,4 km od miasta Bridgnorth, 38 km od miasta Shrewsbury i 187,8 km od Londynu. W latach 1870–1872 miejscowość liczyła 208 mieszkańców.